# Dudley de Chair
Sir Dudley Rawson Stratford de Chair, KCB, KCMG, MVO (Lennoxville, 30 agosto 1864 – Brighton, 17 agosto 1958), è stato un ammiraglio britannico, ufficiale della Royal Navy e in seguito Governatore del Nuovo Galles del Sud.

## Primi anni
De Chair nacque il 30 agosto 1864 a Lennoxville, nella provincia del Canada, figlio di Dudley Raikes de Chair e Frances Emily Rawson, sorella di Harry Rawson (che sostituì in seguito come governatore del Nuovo Galles del Sud). La famiglia de Chair era di discendenza ugonotta e poteva rintracciare le parentele fino a Jean de Chaire, che fu nominato marchese da Enrico IV di Francia. Nel 1870 de Chair e la sua famiglia si spostarono in Inghilterra e nel 1878, all'età di 14 anni, si unì alla Royal Navy, servendo inizialmente come cadetto a bordo della HMS Britannia.

## Carriera nella Royal Navy
Dopo essere diventato un guardiamarina, nel 1880, de Chair servì a bordo della HMS Alexandra, l'ammiraglia della Mediterranean Fleet, e nel 1882 prese parte nel bombardamento di Alessandria durante la guerra anglo-egiziana. Durante il bombardamento de Chair si offrì volontario per portare dispacci ad un forte, ma fu fatto prigioniero e portato al cospetto del leader dei ribelli Ahmad ‘Orabi. Riuscì però a scappare grazie ad una fuga rischiosa, di cui si parlò molto anche in Inghilterra. Fu promosso capitano di fregata il 22 luglio 1897 e capitano di vascello il 26 giugno 1902. De Chair sposò Enid Struben il 21 aprile 1903 a Torwood, nel Devon, e insieme ebbero tre figli: Henry, Elaine e Somerset. Dopo la visita del re Edoardo VII nell'Impero Russo, il 10 giugno 1908 de Chair fu nominato Membro dell'Ordine Reale Vittoriano (MVO) per il suo ruolo nella visita come comandante dell'HMS Cochrane.
De Chair fu promosso Assistente Controllore della Marina nel 1910 e servì come segretario del Primo Lord del Mare nel 1912. Il 6 marzo 1911 de Chair fu nominato aiutante di campo del re Giorgio V. Rinunciò all'incarico il 31 luglio 1912, dato che era stato promosso contrammiraglio. Durante la prima guerra mondiale servì come comandante del 10th Cruiser Squadron a partire dal 1914. Nel 1916 divenne consigliere sul blocco navale presso il Foreign Office. Nel 1914 fu nominato Compagno dell'Ordine del Bagno (CB).
Tra l'aprile e il maggio 1917 fu membro della missione di Balfour, intesa per promuovere la cooperazione tra gli Stati Uniti e il Regno Unito durante la prima guerra mondiale, e in seguito divenne comandante del 3rd Battle Squadron. De Chair, buon amico del Primo Lord del Mare John Jellicoe,  fu personalmente offeso dal modo in cui Jellicoe fu estromesso dal suo incarico nel dicembre 1917. De Chair scrisse in seguito nelle sue memorie che scaricò la sua frustrazione e il suo risentimento addosso al successore di Jellicoe, Rosslyn Wemyss, e come risultato si ritrovò fuori dalla lista per le promozioni. Nel luglio 1918 fu messo da parte affidandogli l'incarico molto meno prestigioso di comandante della guardia costiera e delle riserve. Nel 1921 de Chair divenne presidente della commissione interalleata sulle navi da guerra nemiche, prima di ritirarsi in pensione nel 1923.

## Governatore del Nuovo Galles del Sud
De Chair fu interessato sin dal 1922 ad un ruolo di governatore, quando aveva offerto la sua candidatura al Colonial Office per la posizione di Governatore dell'Australia del Sud. La posizione andò però a Sir Tom Bridges e il Primo Lord dell'Ammiragliato, Leo Amery, propose de Chair come Governatore del Nuovo Galles del Sud. Questa posizione, che era stata vacante fin dalla morte di Sir Walter Davidson nel settembre 1923, era la stessa che suo zio Sir Harry Rawson aveva avuto vent'anni prima. De Chair fu nominato governatore l'8 novembre 1923.
Arrivato a Sydney il 28 febbraio 1924, de Chair divenne governatore in tempi politici relativamente calmi e fu calorosamente ricevuto nella città da una grande fanfara. Il presidente della Royal Australian Historical Society, Aubrey Halloran, comparò la nomina dell'ammiraglio de Chair a quella del primo governatore, il capitano Arthur Phillip: "Il nostro nuovo governatore ha la reputazione di intrepido marinaio e comandante di uomini, che ci porta a porgergli un caloroso benvenuto; crediamo in lui come credettero in Phillip la galante banda di compagni marinai e gli statisiti inglesi che lo mandarono qui."
La situazione politica dello stato cambiò poco dopo il suo arrivo, quando, nel maggio 1925, il governo di coalizione dei conservatori nazionalisti/progressisti di Sir George Fuller, con cui de Chair si era trovato bene, fu sconfitto dai laburisti di Jack Lang. De Chair annotò nei suoi scritti che Lang e le posizioni del suo partito erano "radicali ed estremiste, per nulla immaginabili dai suoi comizi elettorali". Scrisse anche a proposito di Lang che "l'assenza di scrupoli in lui fu per me una spiacevole sorpresa".
Siccome il governo laburista aveva solo un seggio in più degli avversari nell'assemblea legislativa e solo una manciata di membri al gradino superiore, il consiglio legislativo, uno dei principali obiettivi di Lang furono le riforme elettorali. Il consiglio legislativo, compresi i membri nominati a vita dal governatore, erano visti da Lang e dai laburisti come un bastione sorpassato di privilegiati conservatori che bloccavano le riforme della sua agenda. Anche se precedenti primi ministri laburisti erano riusciti a lavorare in quel sistema politico, ad esempio richiedendo al governatore certe nomine per far passare certe leggi, l'agenda riformista di Lang richiedeva azioni più drastiche. Di conseguenza Lang e il suo governo cercarono di abolire il consiglio, similmente a quello che era stato fatto dai laburisti del Queensland nel 1922, richiedendo a de Chair abbastanza nomine per stabilire una maggioranza laburista nel consiglio che avrebbe poi votato per la sua abolizione.
Anche se la mossa di Lang comunque non riuscì, de Chair fallì nel ricevere il supporto dell'indifferente Dominions Office. Con la partenza di Lang nel 1927, nel 1929 il governo nazionalista di Thomas Bavin invitò l'ammiraglio a rimanere governatore per un altro periodo. De Chair acconsentì ad un'estensione di un anno e si ritirò a vita privata l'8 aprile 1930.

## Dopo il ritiro dal servizio
Ritornanto a Londra da un viaggio intorno al mondo, de Chair lavorò alle sue memorie fino alla morte, avvenuta nel 1958.

## Onorificenze
| Nastro | Onorificenza                                                          | Nazione straniera | Anno |
| ------ | --------------------------------------------------------------------- | ----------------- | ---- |
|        | Cavaliere Commendatore dell'Ordine del Bagno (KCB)                    |                   | 1916 |
|        | Compagno dell'Ordine del Bagno (CB)                                   |                   | 1914 |
|        | Cavaliere Commendatore dell'Ordine dei Santi Michele e Giorgio (KCMG) |                   | 1933 |
|        | Membro dell'Ordine Reale Vittoriano (MVO)                             |                   | 1908 |
|        | Egypt Medal con barretta "Alexandria 11 July"                         |                   | 1884 |
|        | 1914 Star                                                             |                   |      |
|        | British War Medal                                                     |                   |      |
|        | Medaglia interalleata della vittoria                                  |                   |      |
|        | Medaglia dell'incoronazione di Edoardo VII                            |                   | 1902 |
|        | Medaglia dell'incoronazione di Giorgio V                              |                   | 1911 |
|        | Ordine di Mejīdiyye, quinta classe                                    | Impero Ottomano   | 1884 |
|        | Khedive's Star                                                        | Egitto            | 1884 |
|        | Comandante della Legion d'Onore                                       | Francia           | 1916 |

### Ulteriori letture
- de Chair, Sir Dudley (1961). The Sea is Strong. Londra; Sydney: George Harrap. p. 248.